# 鹿狼山

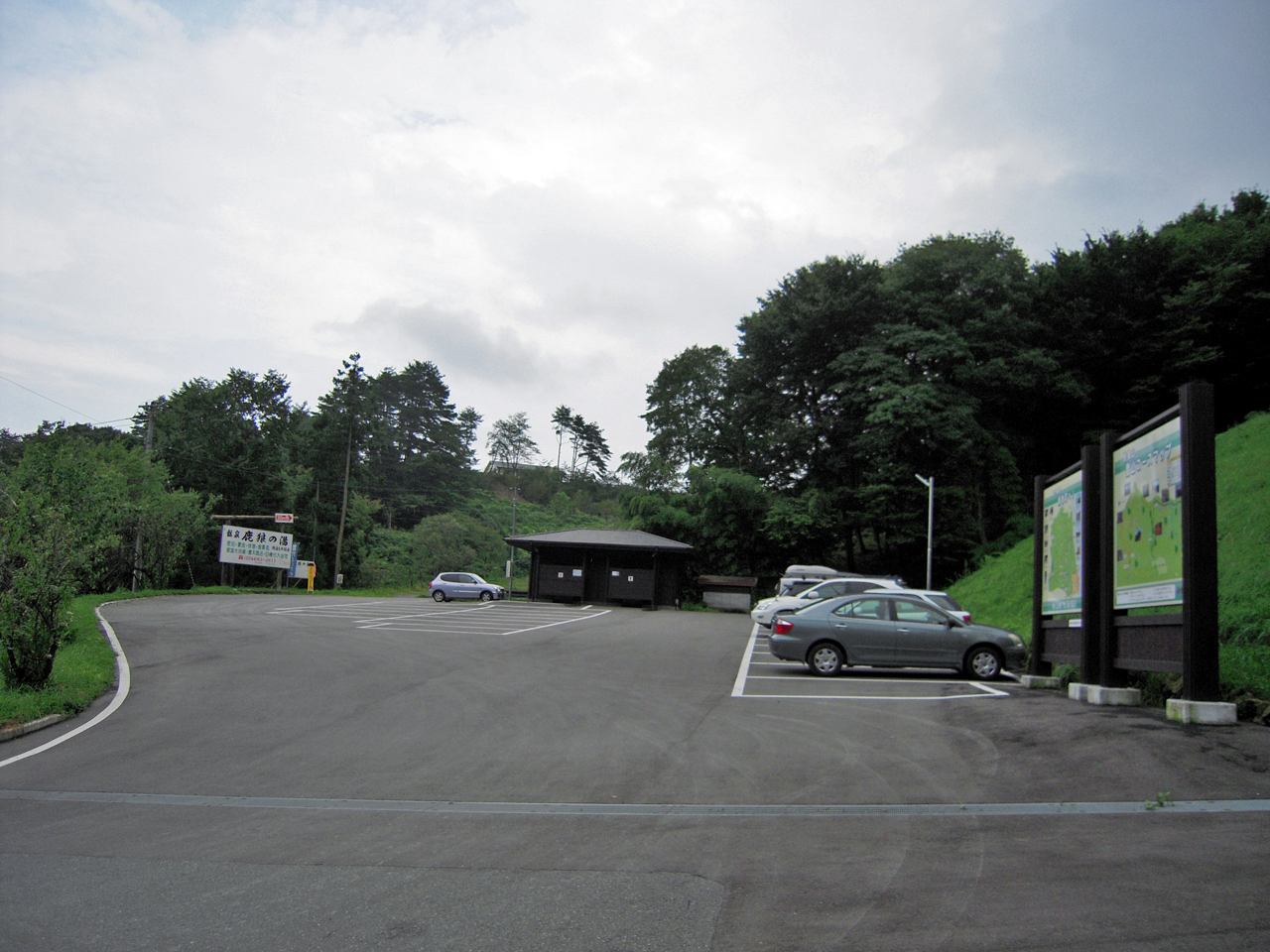
福島県側登山道入口（2008年9月撮影）

鹿狼山（かろうさん）は、福島県相馬郡新地町および宮城県伊具郡丸森町にまたがる山である。標高は429.3m。うつくしま百名山に選定されている。

## 概要
標高429.3mで福島県と宮城県の県境に位置する。阿武隈高地北部に位置し、気候は1年を通して比較的温暖である。登山道が整備されており、周囲に高い山がないため標高の割に頂上からの景観が良く、四季を通して登りやすい山である。「海を見ながら登れる山」として知られる。頂上には鹿狼神社がある。
毎年元旦には「日本一早い山開き式」と称した元旦登山が行われ、県内外からの多くの観光客で賑わう。ふくしま緑の百景に選定されている。
大昔、鹿と狼を連れた手長明神が山に住んでおり、長い手を伸ばして太平洋から貝を捕って食べ、その貝殻を麓に捨てたため、新地貝塚が生まれたという言い伝えがある。

## 登山
鹿狼山への登山口は6つある。

### 福島県側
- 樹海コース（距離：約1.6km／所要：約40分）[4]
- 眺望コース（距離：約1.1km／所要：約40分）[4]
- ケヤキの森コース（距離：約1.6km／所要：約25分）[4]
- 真弓清水コース（距離：約0.7km／所要：約15分）[4]
- 蔵王眺望コース（距離：約0.6km／所要：約25分）[4]

ただし、真弓清水コースは2019年の台風19号による崩壊のため、通行止めである。
上記5つのコースを連絡するコースが尾根づたいに2つある。
- 連絡コース1（距離：約0.4km／所要：約20分）
- 連絡コース2（距離：約1.1km／所要：約25分）

### 宮城県側
- 大内登山口

新地町と丸森町を結ぶ「ふるさと林道・鈴宇線」が供用開始となり、大内登山口が設けられた。ただし、丸森町観光案内所は「初心者にはおすすめ出来ません」としている。

## 周辺
- 真弓清水
- 右近清水（平成の名水百選）
- 鹿狼の湯（鹿狼鉱泉）

## 交通アクセス
- 常磐線新地駅から車で約15分。